# Chômage dans l'Union européenne

Taux de chômage dans les pays de l'Union européenne et de l'Association européenne de libre-échange en Mars 2017, selon Eurostat

Les pays de l'Union européenne (et de l'Europe de manière plus générale) ont connu à partir des années 1970 des niveaux importants de chômage. La hausse a débuté à la suite des deux chocs pétroliers de 1973 et 1979.
Si les États-Unis ont également connu une forte hausse du taux de chômage, surtout à partir des années 1970, ce taux est redescendu une première fois à un niveau faible à la fin des années 1990, puis une deuxième fois à partir de 2005 avec la fin de la crise de la bulle internet.

## Historique

Taux de chômage dans les pays de l'Union européenne en février 2013.

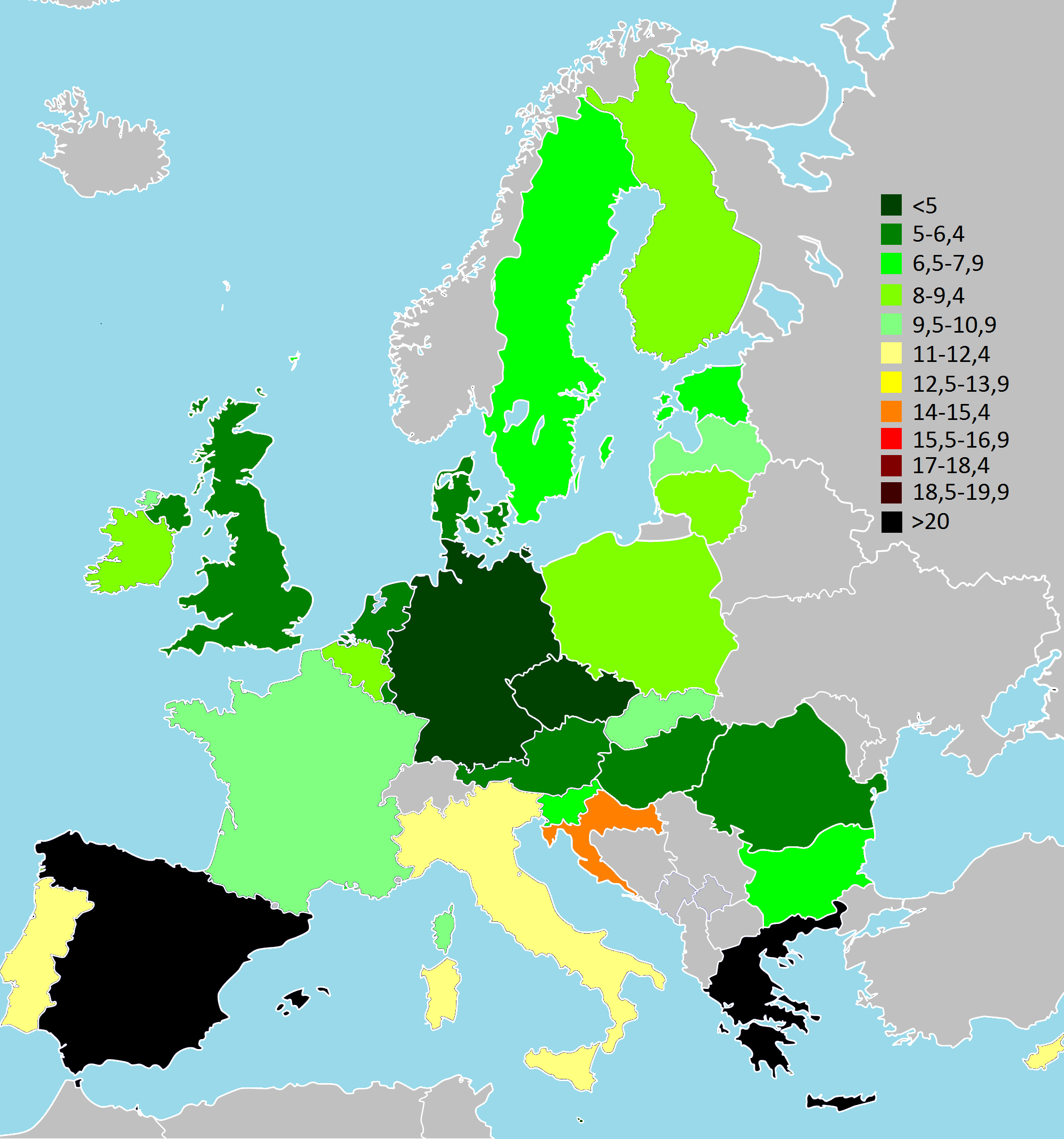
Pourcentage de non occupés dans les 28 États membres de l'Union européenne en avril 2016 ou antérieure selon disponibilité à ce jour. Source: Eurostat.

Au sein de l'Union européenne certains pays ont connu au début des années 2000 un retour à des situations de quasi plein emploi comme l'Irlande, le Royaume-Uni, ou les Pays-Bas, tandis que d'autres pays sont restés à un niveau relativement élevé de chômage comme l'Allemagne et la France ou l'Espagne. Les « nouveaux entrants » de l'Union européenne, pays de l'ex-Bloc de l'Est, ont eux connu un début de décrue du chômage à partir du milieu des années 2000.
La crise financière, qui débute à la mi-2007 par la crise des prêts hypothécaires aux États-Unis (crise des subprimes), s'étend ensuite progressivement à l’ensemble des marchés financiers, et finit par toucher l’économie réelle à la fin de l'année 2008.
À cette date, de nombreuses économies entrent en récession sous l'effet d'une part de la contraction des échanges extérieurs et d'autre part du moindre dynamisme des demandes internes. Cette contraction s'accompagne de coupes massives de l'emploi. Le taux de chômage dans l'Union européenne (UE 27) progresse fortement passant de 7,0 % en moyenne en 2007 à 9,6 % au début de l'année 2010.
La crise de la dette des états européens les plus endettés éclate au même moment et conduit à des mesures de restrictions en Grèce, en Irlande, en Espagne, ou au Portugal. Il s’ensuit une récession pour ces pays accompagnée d'une hausse très forte du chômage. À la fin 2012 le taux de chômage atteignait quasiment 27 % en Espagne et en Grèce. Et début 2013, le taux de chômage atteint 12 % dans l'Union européenne.

En dehors des pays les plus touchés par la crise de la dette, le chômage progresse à nouveau depuis la fin-2010 en France ou aux Pays-Bas et dans certains pays de l'Est notamment. Le chômage reste au niveau élevé atteint au début de 2010 dans un nombre important d'autres pays dont le Royaume-Uni, le Danemark, la Suède et la Finlande. Seule l’Allemagne connaît une évolution radicalement différente avec un repli sensible du niveau du chômage dont le taux ne dépasse pas 4,8 % en décembre 2014.
En décembre 2014, Eurostat estime que 24,06 millions d’hommes et de femmes étaient au chômage dans l’Union européenne (taux de 9,9 %), dont 18,13 millions dans la zone euro (taux de 11,4 %). Parmi les États membres, les taux de chômage les plus faibles ont été enregistrés en Allemagne (4,8 %) et en Autriche (4,9 %), et les plus élevés en Grèce (25,8 % en octobre 2014) et en Espagne (23,7 %). La France se trouve environ en moyenne de l’Union européenne avec 10,3 %.
En décembre 2014, le taux de chômage des jeunes (moins de 25 ans) s’est établi à 21,4 % dans l’Union européenne et à 23,0 % dans la zone euro, contre respectivement 23,1 % et 23,9 % en décembre 2013. Il s’agit du taux le plus bas enregistré pour l’Union européenne depuis septembre 2011 et pour la zone euro depuis juin 2012. Les taux les plus bas en décembre 2014 ont été observés en Allemagne (7,2 %), en Autriche (9,0 %) ainsi qu’aux Pays-Bas (9,6 %), et les plus élevés en Espagne (51,4 %), en Grèce (50,6 % en octobre 2014), en Croatie (44,8 % au quatrième trimestre 2014) et en Italie (42,0%). La France se trouve légèrement au-dessus de la moyenne avec 25,2 %.

### Comparaison avec des pays tiers

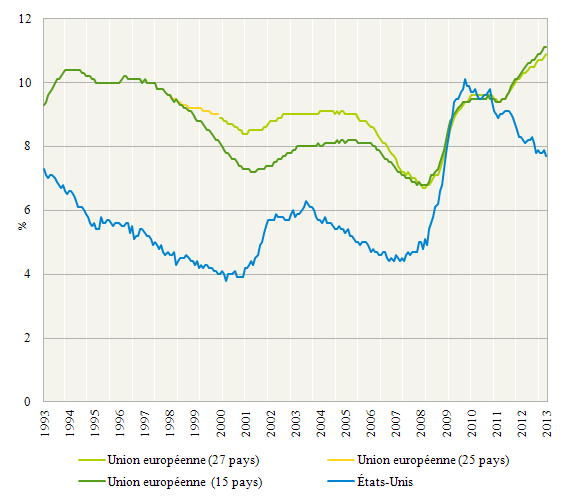
Taux de chômage dans l'Union européenne et aux États-Unis de 1993 à 2013.

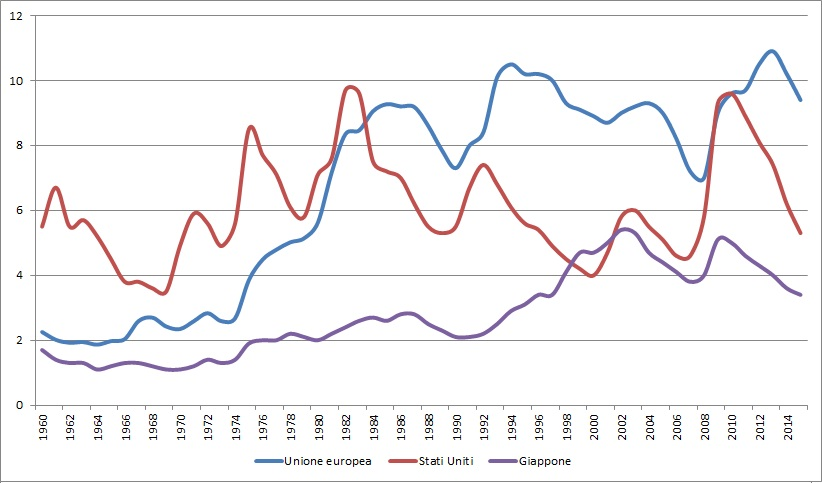
Moyenne flottante annuelle du taux de chômage de l'Union européenne (UE), des États-Unis (EU) et du Japon.
Source: Commission européenne, base de données AMECO.

Aux États-Unis la crise a entraîné ce qu'il est convenu d'appeler la « grande récession ». À l'occasion de cette crise le chômage a dépassé 10 % fin 2009, soit un niveau supérieur à celui observé alors dans l’Union européenne. Un tel niveau n'avait pas été atteint aux États-Unis depuis la récession du début des années 1980.
Le retour à une croissance même relativement incertaine a permis aux États-Unis d'enregistrer ensuite une décrue du chômage qui atteint désormais moins de 8 %. Bien que souvent jugé limité ce recul fait ressortir par différence la dégradation de la situation dans l'Union européenne où sous l'effet d'une croissance atone et de mesures restrictives, le chômage continue de progresser, plusieurs pays connaissant un chômage de masse.

## Chiffres

### Chômage officiel
Le chômage officiel répertorie la différence entre le nombre d'actifs (au sens du BIT) et le nombre d'employés. Ce chiffre ne prend pas en compte le sous-emploi.
Pour des raisons techniques, il est temporairement impossible d'afficher le graphique qui aurait dû être présenté ici.

Pour des raisons techniques, il est temporairement impossible d'afficher le graphique qui aurait dû être présenté ici.

| Pays ou zone | 2004 | 2005 | 2006 | 2007 | 2008 | 2009 | 2010 | 2011 | 2012 | 2013 | 2014 | 2015 | 2016 | 2017 | 2018 | 2019 | 2020 |
| --- | ---- | ---- | ---- | ---- | ---- | ---- | ---- | ---- | ---- | ---- | ---- | ---- | ---- | ---- | ---- | ---- | ---- |
| UE-27 ou UE-28 (27-28 pays) | 9,2  | 9,0  | 8,2  | 7,2  | 7,0  | 8,9  | 9,6  | 9,6  | 10,5 | 10,8 | 10,2 | 9,1  | 8.6  | 7.6  | 6.8  | 6.2  | 7.2  |
| Zone euro (19 pays) | 9,2  | 9,1  | 8,3  | 7,5  | 7,5  | 9,6  | 10,2 | 10,1 | 11,3 | 12,0 | 11,6 | 10,5 | 9.6  | 8.5  | 8.2  | 7.4  | 7.9  |
| Allemagne | 10,4 | 11,2 | 10,1 | 8,5  | 7,4  | 7,6  | 7,0  | 5,8  | 5,4  | 5,2  | 5,0  | 4,6  | 4.1  | 3.8  | 3.4  | 3.1  | 4.4  |
| Autriche | 4,9  | 5,2  | 4,8  | 4,4  | 3,8  | 4,8  | 4,4  | 4,2  | 4,3  | 4,9  | 5.6  | 5,8  | 6.0  | 5.5  | 4.9  | 4.5  | 5.2  |
| Belgique | 8,4  | 8,5  | 8,3  | 7,5  | 7,0  | 7,9  | 8,3  | 7,2  | 7,6  | 8,4  | 8,5  | 8,3  | 7.8  | 7.1  | 6.2  | 5.5  | 5.5  |
| Bulgarie | 12,1 | 10,1 | 9,0  | 6,9  | 5,6  | 6,8  | 10,3 | 11,3 | 12,3 | 13,0 | 11,6 | 9,4  | 7.6  | 6.2  | 4.8  | 4.0  | 4.4  |
| Chypre | 4,6  | 5,3  | 4,6  | 3,9  | 3,7  | 5,4  | 6,3  | 7,9  | 11,9 | 15,9 | 16,1 | 15,6 | 13.0 | 11.1 | 7.7  | 6.8  | 6.9  |
| Croatie | 13,9 | 13,0 | 11,6 | 10,0 | 8,9  | 9,6  | 12,3 | 13,9 | 16,1 | 17,3 | 17,0 | 16,6 | 13.3 | 11.1 | 8.8  | 6.9  | 8.6  |
| Danemark | 5,5  | 4,8  | 3,9  | 3,8  | 3,4  | 6,0  | 7,5  | 7,6  | 7,5  | 7,0  | 6.6  | 6,1  | 6.2  | 5.7  | 5.0  | 5.0  | 6.0  |
| Espagne | 11,0 | 9,2  | 8,5  | 8,2  | 11,3 | 17,9 | 19,9 | 21,4 | 24,8 | 26,1 | 24,5 | 22,1 | 19.6 | 17.2 | 15.1 | 13.8 | 15.8 |
| Estonie | 10,1 | 8,0  | 5,9  | 4,6  | 5,5  | 13,5 | 16,7 | 12,3 | 10,0 | 8,6  | 7.4  | 6.2  | 6.8  | 5.8  | 5.0  | 4.2  | 8.0  |
| Finlande | 8,8  | 8,4  | 7,7  | 6,9  | 6,4  | 8,2  | 8,4  | 7,8  | 7,7  | 8,2  | 8,7  | 9,4  | 8.8  | 8.6  | 7.6  | 6.8  | 7.8  |
| France | 8,9  | 8,9  | 8,8  | 8,0  | 7,4  | 9,1  | 9,3  | 9,2  | 9,8  | 10,3 | 10,3 | 10,4 | 10.1 | 9.4  | 9.2  | 8.5  | 6.9  |
| Grèce | 10,6 | 10,0 | 9,0  | 8,4  | 7,8  | 9,6  | 12,7 | 17,9 | 24,5 | 27,5 | 26.5 | 24.9 | 23.6 | 21.5 | 19.5 | 17.0 | 17.0 |
| Hongrie | 6,1  | 7,2  | 7,5  | 7,4  | 7,8  | 10,0 | 11,2 | 11,0 | 11,0 | 10,2 | 7.7  | 6.8  | 5.1  | 4.2  | 3.6  | 3.4  | 4.9  |
| Irlande | 4,5  | 4,4  | 4,5  | 4,7  | 6,4  | 12,0 | 13,9 | 14,7 | 14,7 | 13,1 | 11,4 | 9,4  | 7.9  | 6.7  | 5.9  | 5.2  | 5.0  |
| Italie | 8,0  | 7,7  | 6,8  | 6,1  | 6,7  | 7,8  | 8,4  | 8,4  | 10,7 | 12,2 | 12.7 | 11,4 | 11.7 | 11.3 | 10.4 | 9.5  | 9.7  |
| Lettonie | 11,7 | 10,0 | 7,0  | 6,1  | 7,7  | 17,5 | 19,5 | 16,2 | 15,0 | 11,9 | 10.8 | 10,2 | 9.6  | 8.7  | 7.6  | 6.4  | 9.0  |
| Lituanie | 10,9 | 8,3  | 5,8  | 4,3  | 5,8  | 13,8 | 17,8 | 15,4 | 13,4 | 11,8 | 10,4 | 9,1  | 7.9  | 7.1  | 6.3  | 6.6  | 9.0  |
| Luxembourg | 5,0  | 4,6  | 4,6  | 4,2  | 4,9  | 5,1  | 4,6  | 4,8  | 5,1  | 5,9  | 6,0  | 6,1  | 6.3  | 5.6  | 5.1  | 5.7  | 7.3  |
| Malte | 7,2  | 6,9  | 6,8  | 6,5  | 6,0  | 6,9  | 6,9  | 6,4  | 6,3  | 6,4  | 5,8  | 5,3  | 4.7  | 4.0  | 4.0  | 3.3  | 4.1  |
| Pays-Bas | 5,7  | 5,9  | 5,0  | 4,2  | 3,7  | 4,4  | 5,0  | 5,0  | 5,8  | 7,3  | 7,4  | 6,9  | 6.0  | 4.9  | 3.8  | 3.5  | 4.5  |
| Pologne | 19,1 | 17,9 | 13,9 | 9,6  | 7,1  | 8,1  | 9,7  | 9,7  | 10,1 | 10,3 | 9,0  | 7,5  | 6.2  | 4.9  | 3.5  | 3.3  | 3.2  |
| Portugal | 7,8  | 8,8  | 8,8  | 9,2  | 8,7  | 10,7 | 12,0 | 12,9 | 15,8 | 16,4 | 14,1 | 12,6 | 11.2 | 9.0  | 6.8  | 6.2  | 8.1  |
| République tchèque | 8,3  | 7,9  | 7,1  | 5,3  | 4,4  | 6,7  | 7,3  | 6,7  | 7,0  | 7,0  | 6,1  | 5,1  | 4.0  | 2.9  | 2.3  | 2.0  | 2.7  |
| Roumanie | 8,0  | 7,1  | 7,2  | 6,4  | 5,6  | 6,5  | 7,0  | 7,2  | 6,8  | 7,1  | 6,8  | 6,8  | 5.9  | 4.9  | 4.2  | 3.8  | 5.4  |
| Slovaquie | 18,4 | 16,4 | 13,5 | 11,2 | 9,6  | 12,1 | 14,5 | 13,7 | 14,0 | 14,2 | 13,2 | 11,5 | 9.6  | 8.1  | 6.8  | 5.5  | 6.8  |
| Slovénie | 6,3  | 6,5  | 6,0  | 4,9  | 4,4  | 5,9  | 7,3  | 8,2  | 8,9  | 10,1 | 9,7  | 9,1  | 8.0  | 6.6  | 5.8  | 4.2  | 4.7  |
| Suède | 7,4  | 7,7  | 7,1  | 6,1  | 6,2  | 8,3  | 8,6  | 7,8  | 8,0  | 8,0  | 7,9  | 7,4  | 6.9  | 6.7  | 6.2  | 7.1  | 9.4  |
| Anciens pays de l'UE |      |      |      |      |      |      |      |      |      |      |      |      |      |      |      |      |      |
| Royaume-Uni | 4,7  | 4,8  | 5,4  | 5,3  | 5,6  | 7,5  | 7,8  | 8,1  | 7,9  | 7,6  | 6.1  | 5.3  | 4.8  | 4.4  | 4.0  | 3.8  | -    |
| Source : Eurostat - Taux de chômage par sexe et par groupe d'âge - moyennes annuelles, % ), Le taux de chômage diagramme Google |      |      |      |      |      |      |      |      |      |      |      |      |      |      |      |      |      |

### Chômage inofficiel ou sous-emploi
La population en sous-emploi est constituée de deux groupes de personnes :
- celles qui travaillent à temps partiel (moins de 35 heures), qui souhaitent travailler davantage :

et effectuent des démarches de recherche d’emploi (ou en ont trouvé un qui commence dans les 3 mois) ;
ou sont disponibles pour le faire (qu’elles soient à la recherche d’un emploi ou non).
- celles (à temps plein ou à temps partiel) qui ont involontairement travaillé moins que d’habitude, pour cause de chômage partiel ou d’intempéries par exemple.

Selon l'institut Eurostat l'Union européenne comptait 9,2 millions de travailleurs souhaitant travailler plus d'heures ainsi que 11 millions de travailleurs non-recensés dans la population active.
Pour des raisons techniques, il est temporairement impossible d'afficher le graphique qui aurait dû être présenté ici.

| Pays               | Travailleurs à temps partiel souhaitant travailler plus d’heures Milliers | Personnes disponibles pour travailler mais ne recherchant pas un emploi Milliers | Personnes recherchant un emploi mais temporairement indisponibles Milliers | Chomeurs Milliers |
| ------------------ | ------------------------------------------------------------------------- | -------------------------------------------------------------------------------- | -------------------------------------------------------------------------- | ----------------- |
| Belgique           | 158                                                                       | 100                                                                              | 60                                                                         | 369               |
| Bulgarie           | 29                                                                        | 270                                                                              | 26                                                                         | 410               |
| République tchèque | 27                                                                        | 62                                                                               | 17                                                                         | 367               |
| Danemark           | 88                                                                        | 69                                                                               | 24                                                                         | 219               |
| Allemagne          | 1 810                                                                     | 582                                                                              | 508                                                                        | 2 316             |
| Estonie            | 10                                                                        | 41                                                                               | 3                                                                          | 71                |
| Ireland            | 147                                                                       | 44                                                                               | 13                                                                         | 316               |
| Grèce              | 190                                                                       | 91                                                                               | 36                                                                         | 1 204             |
| Espagne            | 1 385                                                                     | 1 071                                                                            | 236                                                                        | 5 769             |
| France             | 1 144                                                                     | 285                                                                              | 444                                                                        | 3 002             |
| Italie             | 605                                                                       | 2 975                                                                            | 111                                                                        | 2 744             |
| Chypre             | 20                                                                        | 15                                                                               | 3                                                                          | 52                |
| Lettonie           | 44                                                                        | 67                                                                               | 6                                                                          | 155               |
| Lituanie           | 37                                                                        | 16                                                                               |                                                                            | 197               |
| Luxembourg         | 5                                                                         | 13                                                                               | 2                                                                          | 13                |
| Hongrie            | 88                                                                        | 215                                                                              | 11                                                                         | 476               |
| Malte              | 5                                                                         | 5                                                                                |                                                                            | 12                |
| Pays-Bas           | 138                                                                       | 308                                                                              | 85                                                                         | 469               |
| Autriche           | 148                                                                       | 144                                                                              | 39                                                                         | 189               |
| Pologne            | 344                                                                       | 632                                                                              | 102                                                                        | 1 749             |
| Portugal           | 256                                                                       | 232                                                                              | 29                                                                         | 860               |
| Roumanie           | 239                                                                       | 458                                                                              |                                                                            | 701               |
| Slovénie           | 18                                                                        | 13                                                                               |                                                                            | 90                |
| Slovaquie          | 37                                                                        | 41                                                                               | 13                                                                         | 378               |
| Finlande           | 75                                                                        | 111                                                                              | 63                                                                         | 207               |
| Suède              | 237                                                                       | 134                                                                              | 101                                                                        | 403               |
| Royaume-Uni        | 1 907                                                                     | 774                                                                              | 334                                                                        | 2 511             |
| Norvège            | 81                                                                        | 67                                                                               | 22                                                                         | 85                |